# Thinornis
Thinornis là một chi chim trong họ Charadriidae.

## Các loài
Chi này có 2 loài:
- Thinornis cucullatus
- Thinornis novaeseelandiae